# خيطية الزعانف
خيطية الزعانف أو بُلنوميات (الاسم العلمي Polynemidae)، فصيلة أسماك من شعاعيات الزعانف. تضم 33 نوعًا ضمن تسعة أجناس.